# Drepanocaryum
Drepanocaryum  é um gênero botânico da família Lamiaceae.

## Espécie
Drepanocaryum sewerzowii

## Nome e referências
Drepanocaryum  (Regel) Pojark.